# Суїцидальний туризм
Суїцидальний туризм, також евтаназійний туризм (нім. Sterbetourismus, англ. suicide tourism, англ. euthanasia tourism) — різновид туризму, пов'язаного з рухом на підтримку евтаназії, в рамках якого для потенційних кандидатів організовуються поїздки в ті країни, де допускається евтаназія, в надії на декриміналізацію цієї практики в інших частинах світу. Евтаназія не заборонена законом у Нідерландах, Люксембургу, Бельгії, в деяких штатах США і в Швейцарії, де умови для добровільного відходу з життя вважаються найбільш ліберальними.

## Статус в різних країнах

### Мексика
В зоомагазинах Мексики продається препарат пентобарбітал, який використовується для евтаназії домашніх тварин. При вживанні пентобарбіталу людиною препарат дає смерть протягом однієї години. Як повідомляється, літні туристи з різних частин світу, які прагнуть припинити власне життя, вилітають у Мексику за препаратом. Проте є думка, що з евтаназією тут можуть виникнути труднощі, оскільки якість пентобарбіталу в Мексиці не контролюється.

### Нідерланди
Нідерланди легалізували евтаназію в 2002 році. Критики цього рішення побоювалися, що це викличе хвилю «евтаназійного туризму» («euthanasia tourism»), запобігти якій має застереження про необхідність добре сформованих відносин між лікарем і пацієнтом.

### Швейцарія
Евтаназія дозволена у швейцарському кантоні Цюрих з 1941 року, і близько 200 людей щорічно добровільно йдуть тут з життя.
Основна кількість людей, які приїжджають до Швейцарії для евтаназії, з Німеччини та Великої Британії. На жовтень 2008 року близько 100 британських громадян скористалися послугами швейцарської організації «Dignitas» у Цюриху, щоб самостійно закінчити своє життя, а 690 були зареєстровані як майбутні клієнти.
ЗМІ вже неодноразово називали Цюрих місцем «суїцидального туризму». Протестуючі проти евтаназії вважають, що Цюриху не потрібна подібна слава. У квітні 2010 року в Цюрихському озері було виявлено 60 контейнерів з прахом імовірно іноземних громадян, що викликало шок у місцевих жителів.
Існування евтаназії було поставлено під сумнів, тому що у Швейцарію для відходу з життя стали також приїжджати іноземці, які не страждають на невиліковні хвороби. У травні 2011 року з ініціативи Федерального демократичного союзу (UDF) і Євангельської партії (PEV) був проведений референдум, на якому жителі кантону Цюрих проголосували за легалізацію евтаназії для невиліковно хворих, причому не тільки громадян Швейцарії, а й туристів, які приїжджають до країни. Вимогу повної заборони «суїцидального туризму» на національному рівні було відхилено 234 956 жителями (84,5 %) Цюриха.
У фільмі «До зустрічі з тобою» головний герой Уілл Трейнор (актор Сем Клафлін), прикутий до інвалідного візка після аварії, відправляється до Швейцарії для здійснення евтаназії.

### Україна
Законодавством України не визнається будь яка форма евтаназії в Україні, зокрема про це зазначено в п.2 ст. 52 Закону України "Основ законодавства України про охорону здоров'я" , який забороняє пасивну евтаназію. 